# Addie
El model ADDIE és un marc de processos genèrics que utilitzen dissenyadors instruccionals i tecnopedagògics. Representa una guia descriptiva per a la construcció d'eines de formació didàctica i recolzament a l'aprenentatge basada en el seguiment de cinc passos bàsics coneguts en anglès com ADDIE, un acrònim dels passos clau d'aquest model de disseny instruccional: 
- analysis (anàlisi)
- design (disseny)
- development (desenvolupament)
- implementation (implementació)
- evaluation (avaluació)

ADDIE és el marc d'un Sistema de Disseny Instruccional (ISD). La majoria dels models actuals són variacions del procés ADDIE. Altres models inclouen el Dick i Carey i models ISD Kemp. El prototipat ràpid és una alternativa d'ús comú d'aquest enfocament; prototipat ràpid és la idea de la revisió de retroalimentció contínua o formativa, mentre es du a terme la creació de materials d'instrucció. Aquest model s'esforça per estalviar temps i diners per la detecció de problemes quan encara són fàcils de solucionar. Una expressió més recent de prototipat ràpid és SAM, per les seves sigles en anglès successive approximation model.
Les teories d'instrucció també tenen un paper important en el disseny de materials d'instrucció. Teories com el conductisme, el constructivisme, l'aprenentatge social i el cognitivisme ajuden a donar forma i definir el resultat dels materials d'instrucció.

## Història
La Universitat de l'Estat de Florida va desenvolupar inicialment el model ADDIE per explicar "... els processos que intervenen en la formulació d'un programa de desenvolupament instruccional (ISD) per l'entrenament militar entre serveis que formarà als usuaris de manera adequada per fer un treball en particular i que també poden ser aplicats a qualsevol activitat de desenvolupament curricular."
El model originalment contenia diversos passos inclosos dins les cinc fases originals (analitzar, dissenyar, desenvolupar, implementar i avaluar). La idea era completar cada fase abans de passar a la següent. Amb els anys, els practicants varen revisar els passos i, finalment, es va convertir en un model més dinàmic i interactiu que la versió original. A mitjans de la dècada de 1980 va aparèixer la versió popular d'avui en dia.

## Fases del model ADDIE

### Fase d'Anàlisi
La fase d'anàlisi aclareix els problemes instruccionals i objectius i identifica l'entorn d'aprenentatge i els coneixements i habilitats existents dels discents. Les preguntes de la fase d'anàlisi inclouen:
- Qui són els estudiants i quines són les seves característiques?
- Quin és el nou comportament desitjat?
- Quin tipus de restriccions d'aprenentatge existeixen?
- Quines són les opcions d'entrega?
- Quines són les consideracions pedagògiques?
- Quina és la data límit per a la conclusió del projecte?

### Fase de Disseny
La fase de disseny tracta sobre els objectius d'aprenentatge, instruments de valoració, activitats, continguts, matèria d'anàlisi, planificació de les lliçons i selecció dels mitjans de comunicació. La fase del disseny ha de ser sistemàtica i concreta.
Quan diem sistemàtic ens referim a un mètode lògic i ordenat d'identificació, desenvolupament i avaluació d'un conjunt d'estratègies planificades dirigides a la consecució dels objectius del projecte i, quan parlem d'específic, volem dir que cada element del pla de disseny d'instrucció ha de ser executat amb atenció als detalls.

### Fase de Desenvolupament
A la fase de desenvolupament, els dissenyadors instruccionals i tecnopedagògics creen i reuneixen avantatges de contingut per a una guia en la fase de disseny. En aquesta fase, els dissenyadors creen presentacions i gràfics. Si l'aprenentatge en línia hi està implicat, els programadors desenvolupen o integren les tecnologies necessàries. Els provadors fan proves de depuració dels materials. El projecte és revisat segons la retroalimentació.

### Fase d'Implementació
La fase d'implementació desenvolupa procediments per als facilitadors i estudiants. Els facilitadors cobreixen el currículum del curs, resultats de l'aprenentatge, mètodes d'entrega i procediments de prova. La preparació per a estudiants inclou entrenar-los en les noves eines (software o hardware) i inscripció estudiantil. La implementació inclou avaluació del disseny.

### Fase d'Avaluació
La fase d'avaluació consta de dos aspectes bàsics: formatiu i sumatiu. L'avaluació formativa està present en cada etapa del procés ADDIE, mentre que l'avaluació sumativa està concentrada en la finalització dels programes d'instrucció o productes.